# Lac Manitou
Lac Manitou är en sjö i Kanada.   Den ligger i regionen Côte-Nord och provinsen Québec, i den östra delen av landet, 900 km nordost om huvudstaden Ottawa. Lac Manitou ligger 148 meter över havet. Arean är 42 kvadratkilometer. Den sträcker sig 25,7 kilometer i nord-sydlig riktning, och 5,4 kilometer i öst-västlig riktning.
Trakten runt Lac Manitou är nära nog obefolkad, med mindre än två invånare per kvadratkilometer.